# ザ・モノポリーゲーム2
『ザ・モノポリーゲーム2』は、1995年3月31日にトミーから発売されたスーパーファミコン用ソフト。日本のみで発売された。

## 概要
『モノポリー』の続編である、トミーの4作目となるモノポリーのゲーム。前作よりCOMのAIが強化されており、特定の権利書を好むなどの個性づけがなされている。
前作と大幅に変わったのはコインシステムが導入されたこと。コインは主にゲームの参加料のベットに使い、2位以内に入賞するとコインが賞金としてもらえる。マルチタップをつなぐ事で5人までのパーティープレイが加わった。
プレイヤーはボードウォークホテルの各部屋で行われるモノポリー大会の予選・決勝に勝利し、最終的にボードウォークカップで優勝することを目的とする。
ボードウォークホテルには他にも「プレイヤーの部屋」「ルールの部屋」「成績の部屋」「歴史の部屋」が用意されている。
プレーヤーの部屋
獲得したトロフィーを確認できる。
ルールの部屋
モノポリーのルールを解説してくれる。
成績の部屋
プレイヤーだけでなくコンピューターのキャラの成績も確認可能。見られるのは「勝敗履歴」「勝敗率」「コイン数」「最高資産」。
歴史の部屋
モノポリーの歴史やエピソードについて教えてくれる。モノポリーの誕生までの知識などが得られるためクイズのヒントになる場合もある。ただし、この歴史についてはダロウが単独でモノポリーを考案したという正確でない視点に基づいているため注意が必要である。

## イベント番組
1995年12月から毎週日曜日～火曜日にかけて衛星ラジオやスーパーファミコンアワーを使ったセント・ギガ衛星データ放送にて「BSモノポリー講座 ボードウォークへの道」が送信されていた。音声放送のメイン司会者は宝田明。

## スタッフ
- スーパーバイザー：糸井重里
- ディレクター：百田郁夫
- キャラクター原画：ひさうちみちお
- メッセージ＆キャラクターデザイン：戸田昭吾
- ボードウォークホテルデザイン：伊藤紅丸
- 作曲：佐々木康綱
- プロジェクトマネージャー：石原恒和

## ルール
公式ルールとほとんど同じだが、いくつかの点で異なる。
- レンタル料が現金で支払えなくなった時点で破産（仮破産交渉がない）。
- 家の競売がない（家の在庫がなくなる場合はプレーヤーが優先的に家を建てられる）。
- 任意でホテルから家へ戻すことが可能（公式ルールでは禁止）。
- ゲームが進むと他のプレーヤーの手持ちの現金の表示を隠す[3]ことが選択できるようになる。ただし、数字が「？」の文字に置き換わるだけであるため桁数は把握できる。

## キャラクター
計36人のコンピュータキャラクターが登場。

### オレンジカップ予選
うの きさぶろう
宇野コーポレーション元会長。80歳。ゲーム中随一の鉄道好きで鉄道を集めるためには金に糸目をつけない。
いしだ あやか
子役CMタレント。12歳。「ひとりじめしたいモノポリーチップス」のCMで人気。よく妹と2人でモノポリーをやっている。ダークパープルが好き。
よしむら こなつ
映画女優。38歳。グリーンが好き。
たしろ かずお
前作にも登場したモノポリー協会のスタッフを務めるサラリーマン。36歳。

### オレンジカップ決勝
おがた ゆうじ
テレビドラマの俳優。26歳。トレンディ刑事ドラマ「刑務所へ行け」の刑事役で人気。緊張するとトイレに行きたくなる癖がある。ライトパープルが好き。
MC．チューボー
ラップグループ「フリーパーキング」のリーダー。22歳。「チューボー」の由来は本人いわく「年のわりに中学生みたいだから」。グリーンが好き。
みずしま えり
フリーター。20歳。おがたの追っかけをしている。ダークブルーが好き。
ノーベルこみね
前作にも登場した腹話術師。50歳。ゲーム中に表示されるアイコンはこみねではなく人形の「トンちゃん」。オレンジが好き。

### レッドカップ予選
ロボポリー2
前作に登場したロボポリーをバージョンアップしたモノポリー用ロボット。0歳。ダークパープルが好き。
はなしや みつへい
落語家。30歳。「モノポリー長屋」と言う新作落語を練習中。オレンジが好き。
アンナ・マッケンジー
イギリスからの留学生。17歳。前作に登場した「ケント・ユタハート」のような話し方をする。鉄道が好き。
まつだいら やすし
タクシー運転手。48歳。5年前に乗せた客であるいくたからモノポリーを教わった。ライトブルー、ライトパープルが好き。

### レッドカップ決勝
しもだ さぶろう
会社員。25歳。実は前作に登場したパンクロッカーのパブロフ。イエローが好き。
G・ブリザード
「アトランティック・モノポリーズ」に所属していた元メジャーリーガー。32歳。ダークブルーが好き。
たきもと ひさこ
関西弁を喋るお笑いタレント。30歳。オレンジ、鉄道が好き。
まんぷくじ らかん
前作にも登場した満腹寺の住職。63歳。ライトブルー、公共会社が好き。

### イエローカップ予選
さいおんじ あきら
小説家。43歳。よく咳をしているが、主治医のもりやまいわく「実は何ともない」。鉄道が好き。
はせがわ こうめい
元映画監督のコメンテーター。46歳。若者評論家として活躍している。ダークブルーが好き。
ほしの りゅうじ
都内高級ホストクラブ「ラグジュアリータックス」のナンバーワン。28歳。ベジタリアン。公共会社が好き。
うさみ ちはる
家事手伝い。前作に登場した「うさみ なつき」の妹。19歳。姉と同じくバニーガールの格好をしている。母は日本で最初のバニーガールだったらしい。公共会社が好き。

### イエローカップ決勝
おだじま せいご
衆議院議員。55歳。ダークブルーが好き。
マダム・リリー
前作にも登場した占い師。年齢不詳。前作の水晶玉占いから愛猫の黒猫・ヤマトのしっぽを使った占いに転向した。イエローが好き。
もりやま しんじ
内科医。38歳。さいおんじの主治医でもある。ライトブルーが非常に好き。
チャダ・ルンビニ
ボードウォークホテル別館にあるインド料理専門レストランで働くシェフ。33歳。「ヨーガモノポリー大会」のチャンピオン。レッドが好き。

### グリーンカップ予選
ミドリ
新宿のバー「ダークパープル」に務めるニューハーフ。自称25歳。前作はロングヘアーだったが今作はショートカットに。本名は松尾裕次郎。グリーンが好き。
ふせじま ひとし
ニュースキャスター。43歳。はやまは彼と同じ局でキャスターをしていた。イエローが好き。
からさわ たくと
「パークプレース交響楽団」の指揮者。38歳。仲間内からは「からやん」と呼ばれている。ライトブルーが好き。
はやま ちさと
主婦。28歳。前作ではニュースキャスター「ながい　ちさと」として登場したが、結婚したため名字が「はやま」に変わっている。レッドが好き。

### グリーンカップ決勝
クミカ
芸術大学1年生。18歳。ダークパープルが好き。
しいの たつひと
ソフトハウス「パシフィック」のメインプログラマー。26歳。モノポリーを始めてまだ3ヵ月。レッドが好き。
F・C・ヒルベルト
前作にも登場したドイツ出身のカメラマン、エッセイスト、作家。47歳。今作はメガネを着用した他、俳句・川柳の形式である五・七・五風に話す。ライトパープルが好き。
ごろう
自称「ぬいぐるみおじさん」。50歳。ゲーム中に購入できる「モノポリーが強くなる本」の著者。レッドが好き。

### ボードウォークカップ
パパーリオ
ラテンアメリカ系の外見だが国籍・職業は不明。37歳。イエローが好き。
くらたに もへい
一流ホテルチェーン「グランドレッド」の創業者。70歳。グリーン、ダークブルーが好き。
リサ
プロフィールは一切不明の謎の美女。ライトパープルが好き。
いくた まさあき
前作にも登場したモノポリー世界チャンピオン。44歳。オレンジが非常に好き。第8回モノポリー世界選手権で優勝した百田郁夫をモデルにしている。

## ミニゲーム
クイズ(クイズの部屋)、スロットマシン、エイト・カクテルズ(カジノの部屋)の3種類ある。これらでコインを稼ぐことで他の部屋で優勝せずにボードウォークカップに挑戦することも可能である。カジノの部屋はオレンジカップ優勝後に入れるようになる。

### クイズ
初級・中級・上級の3つの難易度から選べる。クイズは各10問出題され、7問正解で参加費と同額、8～9問正解で参加費の倍額、全問正解で参加費の5倍のコインが支払われる。なお、クイズの問題はルールを覚えたりゲームをプレーしたりするうえで役立つ情報もあるが、ゲームが発売された1995年当時におけるものであるため、現在とは正解が異なる、あるいは正解が存在しない場合がある。

### スロットマシン
オーソドックスなスロットマシン。コインは1枚から3枚までベットでき、枚数に応じてラインが増える。左端の縦1列のみ目押し可能。
スリーセブンでコイン100枚とボーナスゲーム10回。

### エイト・カクテルズ
ポンジャンに似たゲームオリジナルの2人用カード合わせゲーム。
モノポリーの権利書(カラーグループ8色＋鉄道会社＋公共会社)をモチーフとした28枚のカードを組み合わせて役を完成させ、賭けたコインと役の倍率に応じてコインをもらったり支払ったりする。カラーグループはカクテル、鉄道会社はボトル、公共会社はグラスの絵柄で表す。

#### ゲームの進行方法
1. 最初にコインのベットを行う。コインは1枚から10枚までベットできる。(手持ちコインの総額の10分の1まで)
2. カードをそれぞれ7枚ずつ配る。
3. ルーレットによってラッキーカラー(後述)を決める。(ラッキーカラーで使用したカードは山札から減るということはない)
4. プレーヤーの先攻でゲーム開始。プレーヤーは山札から1枚カードを引いてカードを1枚捨てる。相手も同様にカードを山札から1枚引いて1枚捨てる。これらを役が完成するまで繰り返す。
5. 役が完成した場合はコインのベット枚数と完成した倍率の分に応じてコインのやり取りが行われる。山札を全て引いてもどちらも役が完成していない場合はノーゲームとしてベットしたコインが払い戻される。なお、あがりは役が完成した時点で自動的に行われ見逃しができないようになっている。また、自分で捨てたカードであってもあがることは可能(麻雀でいうフリテンはない)。

#### ポン・カン
- ポン

手札に同じ色のカードが2枚ある状態で相手が3枚目となるカードを捨てた場合、「ポン」と宣言することでそのカードを自分の手札にすることができる。ポンしたカードは手札の外に表向きにして並べる。ポンした後は手札から1枚捨てて通常通り続ける。
- カン

ボトル(鉄道会社)のカードのみ可能。「カン」と宣言することでボトルのカードを4枚で1組にすることができる。
カンには以下の3種類がある。
1. すでに手札に3枚のボトルのカードがあり、さらに自分で4枚目のボトルのカードを引いたとき(カンしたカードは両端のカードを裏、中の2枚のカードを表にして並べる)
2. すでに手札に3枚のボトルのカードがあり、相手が4枚目のボトルのカードを捨てたとき(カンしたカードは手札の外に表向きにして並べる)
3. ボトルのカードをポンしており、さらに自分で4枚目のボトルのカードを引いたとき(カンしたカードは手札の外に表向きにして並べる)

カンした後は山札から1枚引き、あがりでなければ通常通り続ける。なお、次に引くカードがない場合はカンすることはできない。

#### 役

##### 2倍役
- TOITOI(トイトイ)　2枚組＋3枚組＋3枚組　(ポン・カンしても可)

あがることが最も多い役。
- 2 TRIOS(ツートリオ)　2枚組＋3枚組＋3枚組　(ポンは不可、カンは自分で4枚揃えたときに限る)

ポンせずにトイトイを完成させるとこの役になる。必ずトイトイと複合する。
- 8 COCKTAILS(エイトカクテルズ)  　各カラー1枚×8

8色のカードを1枚ずつ揃えた役。ボトルとグラスは対象外。
- 4 PAIRS(フォーペア)　2枚組＋2枚組＋2枚組＋2枚組

ボトル4枚を2つの2枚組として使うことはできない。
- HOT COLORS(ホットカラーズ)　2枚組＋3枚組＋3枚組　(ポンしても可)

オレンジ・レッド・イエローの三色のみで作ったトイトイ。必ずトイトイと複合する。
- 3 BLUES(スリーブルーズ)　2枚組＋3枚組＋3枚組　(ポンしても可)

ライトブルー・ライトパープル・ダークブルーの三色のみで作ったトイトイ。必ずトイトイと複合する。
- 4 BOTTLES(フォーボトル)　2枚組＋3枚組＋ボトル4枚(カン)　あがり時

ボトル4枚をカンしてあがったときにつく役。必ずトイトイと複合する。
- LUCKY COLOR(ラッキーカラー)　　あがり時

ゲーム開始時に決定されたラッキーカラーがあがったときの手札に含まれているとこの役がつく。カードの枚数によって倍率は増えない。
- LAST CARD(ラストカード)　　あがり時

そのゲーム最後のカードであがったときにつく役。

##### 4倍役
- 1 COLOR(ワンカラー)　グラス＋ボトル3枚組(4枚組)＋3枚組　(ポンしても可)

3枚組のカラーグループ6色のうち、1色だけを使用する役。必ずトイトイと複合する。
- 4 BLUES(フォーブルーズ)　2枚組＋2枚組＋2枚組＋2枚組

ダークパープル・ライトブルー・ライトパープル・ダークブルーによるフォーペア。必ずフォーペアと複合する。
- SIGNAL(シグナル)　2枚組＋3枚組＋3枚組　(ポンしても可)

レッド・イエロー・ダークブルーによるトイトイ。必ずトイトイと複合する。

##### 64倍役
- FIRST WIN(ファーストウィン)

最初の手札が配られた時点でいずれかの役が完成していると成立。他の役とは複合せずこの役のみで計算される。

## 関連書籍
- 『ザ・モノポリーゲーム2 完全ガイド』 アスペクト、1995年 ISBN 4-89366-371-2